# Naucrates ductor
Genre
Espèce
Statut de conservation UICN

 LC  : Préoccupation mineure
Naucrates ductor, communément appelé Poisson-pilote, est une espèce de poissons de la famille des Carangidae qui se rencontre dans tous les océans du globe à une latitude comprise entre 62°N et 43°S. C'est la seule espèce de son genre Naucrates (monotypique).

## Description
Naucrates ductor est un poisson gris argenté avec de six à sept bandes verticales bleu foncé. La nageoire dorsale commence du milieu du corps jusqu'au pédoncule caudal qui présente une carène latérale charnue.  À l'avant de cette nageoire,on trouve de 4 à 5 épines dorsales. Les extrémités de la nageoire caudale sont blanches.
Naucrates ductor mesure jusqu'à 63 cm. Sa taille commune est de 35 cm. Sa longévité peut atteindre 3 ans.

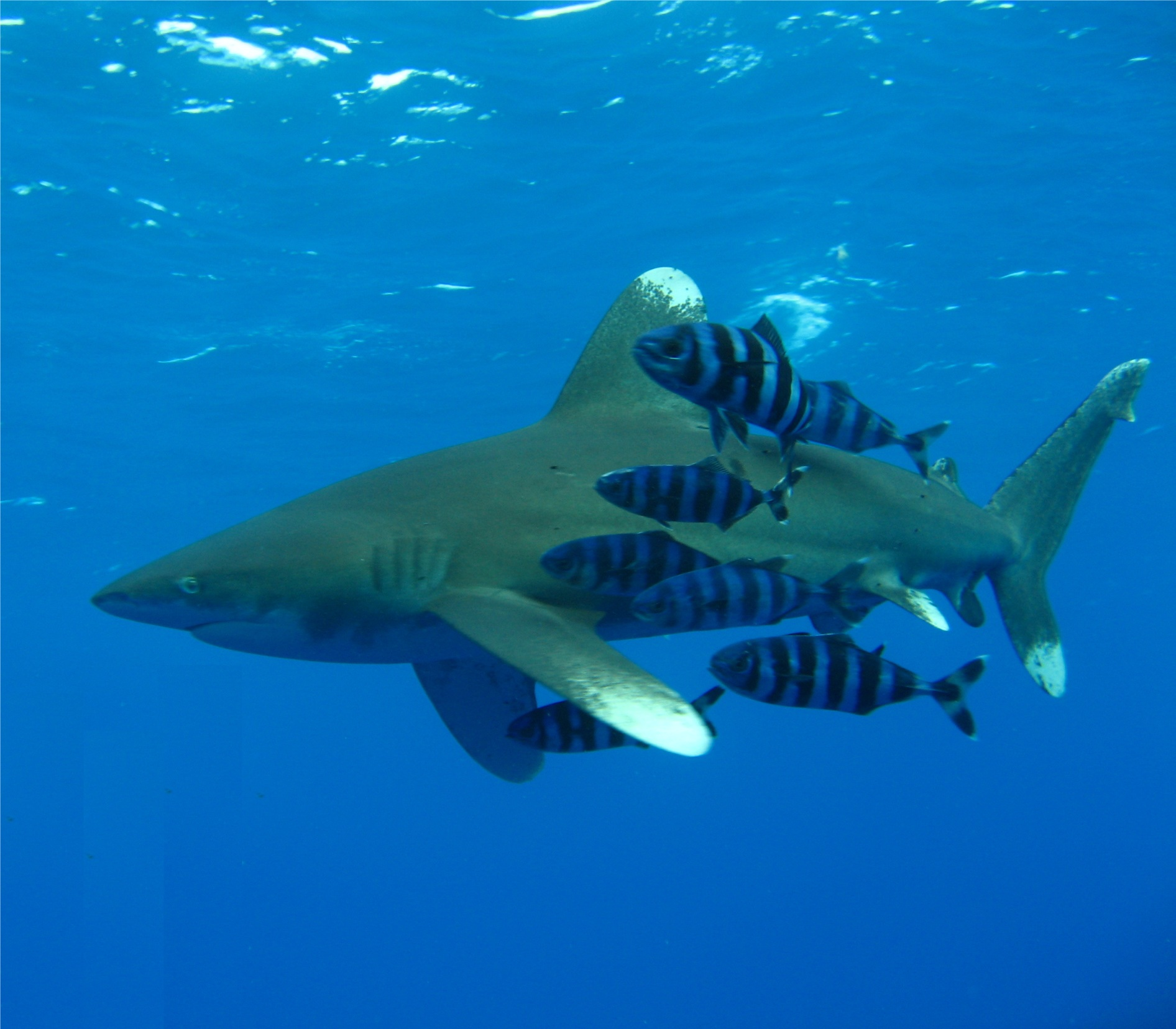
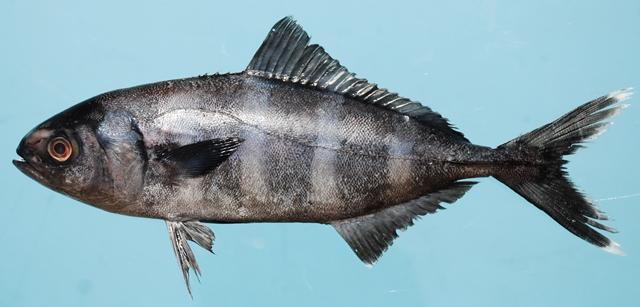
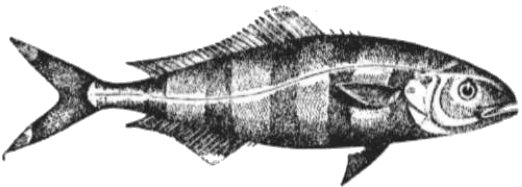

Cette espèce peut être confondue avec deux autres carangues rayées verticalement et adoptant le même comportement d'accompagnement des gros animaux marins : Carangoides ferdau et Gnathanodon speciosus.

## Comportement
Le poisson pilote est présent dans la zone pélagique océanique. Les jeunes Naucrates ductor suivent les algues et les méduses à la dérive. Adultes, on les rencontre en compagnie de requins, tortues marines ou raies, se nourrissant de leurs ectoparasites, des restes de leurs repas et de zooplancton. Il leur arrive également de suivre des navires. Ce comportement est à l'origine de son nom commun de « poisson pilote ».